# Metaxycheir prolata
Metaxycheir prolata är en mångfotingart som beskrevs av John S. Buckett och Gardner 1969. Metaxycheir prolata ingår i släktet Metaxycheir och familjen Xystodesmidae. Inga underarter finns listade i Catalogue of Life.